# Defying Gravity (álbum de Mr. Big)
Defying Gravity es el noveno álbum de estudio de la banda de rock estadounidense Mr. Big. Es el primer álbum de la banda que contó con las contribuciones del baterista Matt Starr, que reemplazó al baterista original Pat Torpey, dada su incapacidad de tocar en gran parte de las canciones por un problema de Parkinson que venía presentando desde 2014. Defying Gravity fue el último trabajo discográfico de Torpey, quien falleció el 7 de febrero de 2018.

## Lista de canciones
1. Open Your Eyes – 4:01
2. Defying Gravity – 5:27
3. Everybody Needs a Little Trouble – 3:52
4. Damn I'm in Love Again – 2:55
5. Mean to Me – 3:28
6. Nothing Bad (Bout Feeling Good) – 4:00
7. Forever and Back – 3:39
8. She's All Coming Back to Me Now – 4:21
9. 1992 – 5:00
10. Nothing at All – 4:12
11. Be Kind – 7:02

## Personal
- Eric Martin – voz
- Paul Gilbert – guitarra, coros
- Billy Sheehan – bajo, coros
- Matt Starr - batería en la mayoría de las canciones
- Pat Torpey – batería en algunas canciones